# Gaston Darbour
Gaston Charles Guillaume Darbour (* 1869 in Sedan; † 1941 in Paris) war ein französischer Grafiker, der hauptsächlich in der Technik der Radierung arbeitete. Sein Werk lässt sich der Art Nouveau zurechnen.

## Leben und Werk
Im Alter von vierzehn Jahren wurde Gaston Darbours Interesse für die Bildende Kunst geweckt, als er in einer Tageszeitung die abgebildeten Illustrationen sah, und er begann sich von nun an vermehrt dafür zu interessieren. Seine Eltern, von seinem Berufswunsch unbeeindruckt, schickten ihn mit der Hoffnung, dass er von dem Vorhaben abkomme nach Deutschland, Österreich und England.
Mit zwanzig Jahren schrieb er sich jedoch an der École nationale supérieure des arts décoratifs de Paris ein, wo er mit Jules Lefebvre und Jean-Joseph Benjamin-Constant seine Lehrer fand. Mit seinem Studium gänzlich unzufrieden – er bezeichnete die dort verbrachte Zeit als „nutzlos“ – brachte ihn ein Freund zu Félicien Rops, um diesem ein Zeichenbuch zu zeigen, worauf dieser ihn dazu animierte, sich der Technik der Radierung zuzuwenden.
So wie es scheint, war Darbour nicht darauf angewiesen von seiner Kunst zu leben. Aus diesem Grunde konnte er sich es erlauben in ländlicher Idylle, unabhängig vom essentiellen Pariser Kunstmarkt in Château d’Uzos, fünf Kilometer neben Pau zu arbeiten. Darbour stellte regelmäßig im Salon de la Société Nationale des Beaux-Arts aus.
Im Jahr 1897 bat man ihn, eine Lithographie für die bedeutende Art-Nouveau-Zeitschrift L’Estampe Moderne zu entwerfen. Seine bevorzugte Technik war jedoch die Radierung in all ihren Varianten, die er nur in Kleinstauflagen druckte, bis auf einige wenige Ausnahmen. Seltenst sind auch Zeichnungen oder Gemälde entstanden.

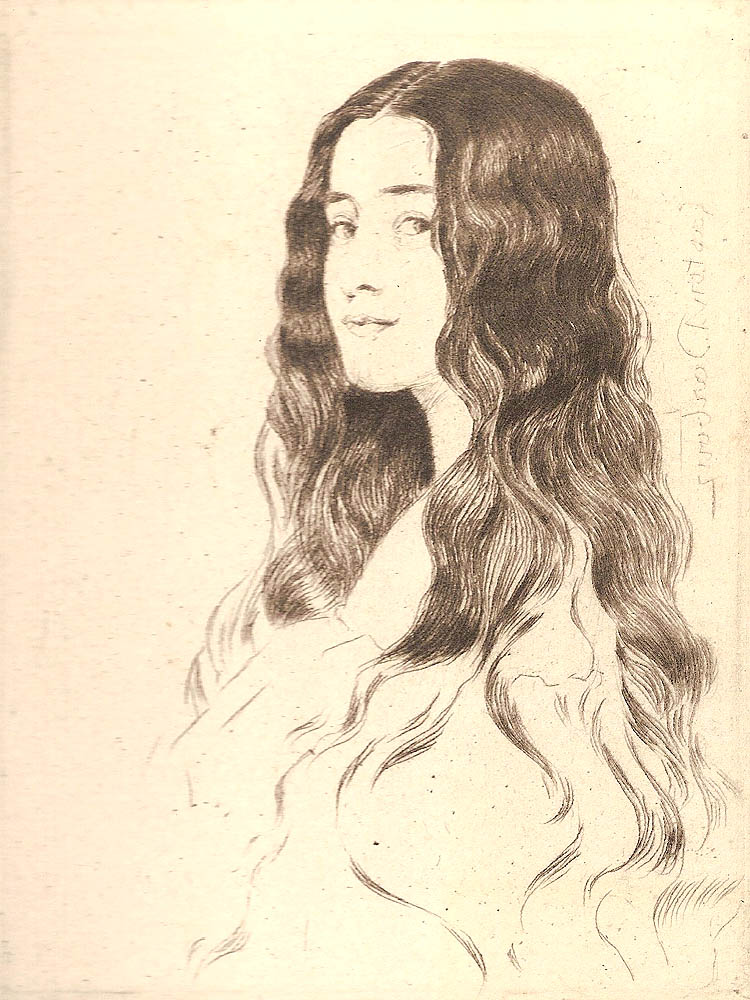
Jeune fille en buste, Radierung, Privatbesitz
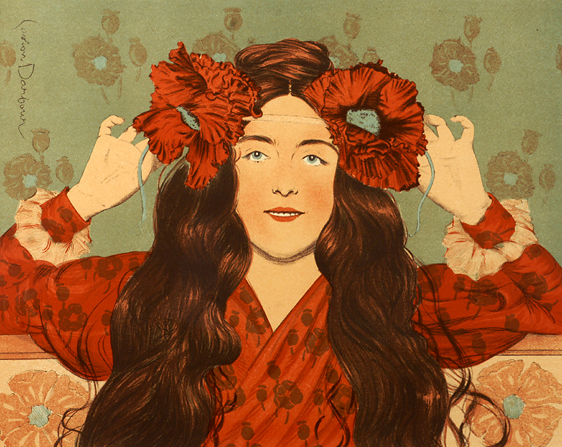
Jeunne fille au coquelicots, 1897, Lithographie für L’Estampe Moderne, National Gallery of Australia, Canberra
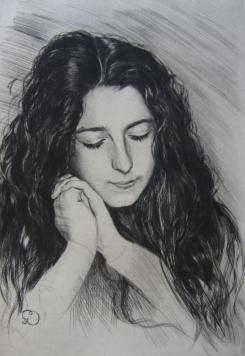
Tête de jeune fille, 1903, Radierung für die Revue de l’Art ancien et moderne, Privatbesitz
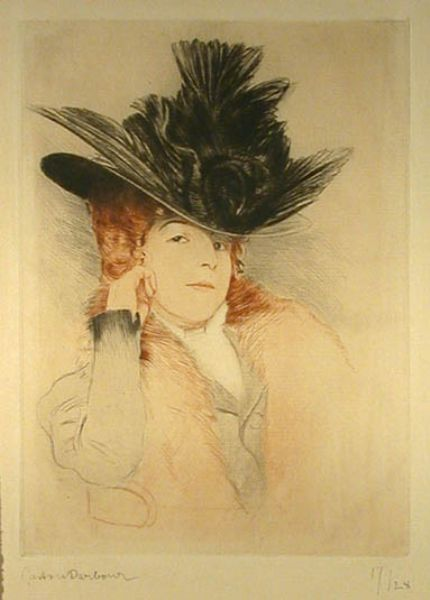
La dame au chapeau, ca. 1910, Kaltnadel, Auflage 28, Privatbesitz

## Buchillustrationen
- Paul Adam: L’année de clarisse. Pointes sèches de Gaston Darbour. Ollendorff, Paris 1897. (Online, bei archive.org)

## Werke in öffentlichen Sammlungen
- Bibliothèque nationale de France, Paris
- Museum of Fine Arts, Boston
- Musée des Beaux-Arts de Tourcoing, Tourcoing[2]
- National Gallery of Australia, Canberra[3]
- National Gallery of Canada, Ottawa
- University of Toronto, Toronto